# Porter & Dolly
Porter & Dolly è il tredicesimo e ultimo album in studio collaborativo dei cantanti statunitensi Porter Wagoner e Dolly Parton, pubblicato nel 1980.

## Tracce
Side 1
1. Making Plans – 2:12 (Johnny Russell, Voni Morrison)
2. If You Go, I'll Follow You – 2:39 (Dolly Parton, Porter Wagoner)
3. Hide Me Away – 3:05 (Parton)
4. Someone Just Like You – 3:08 (Joe Hudgins)
5. Little David's Harp – 3:05 (Parton)

Side 2
1. Beneath the Sweet Magnolia Tree – 2:22 (Parton)
2. Touching Memories – 2:27 (Wagoner, Tom Pick)
3. Daddy Did His Best – 2:45 (Jerry Chesnut)
4. If You Say I Can – 2:23 (Parton)
5. Singing on the Mountain – 2:24 (Wagoner)